# Бриджтауэр, Джордж Огастас Полгрин
Джордж Огастас Полгрин Бриджтауэр (англ. George Augustus Polgreen Bridgetower, Бришдауэр, нем. Brischdauer; 11 октября 1778 или 29 февраля 1780, предположительно Бяла, Польша — 20 февраля 1860, Пекхем, ныне в составе Лондона) — британский скрипач.
Происхождение Бриджтауэра отчасти мистифицировано. Его темнокожий отец служил у графа Эстерхази и, по косвенным данным, был родом с Барбадоса (высказывалось предположение, что фамилия Bridgetower — искажённое Bridgetowner, бриджтаунец); мать была не то австрийкой, не то полькой. При этом на ранних афишах Бриджтауэр именовался не иначе как «африканским принцем». Детство Бриджтауэра совпало с годами работы при дворе Эстерхази Йозефа Гайдна, и Бриджтауэр в дальнейшем заявлял, что получил первые уроки музыки именно у него; учителем его был также Джованни Джорновичи. В 1789 г. Бриджтауэр отправился вместе с отцом в гастрольную поездку, дебютировав в Париже 11 апреля. На рубеже 1789—1790 гг. Бриджтауэр дал несколько концертов в Англии — в Лондоне, Бристоле и Бате, причём отец юного скрипача превратил музыкальное представление в особое шоу, до и после концерта прогуливаясь с сыном, облачённым в турецкий наряд; газета «The Bath Journal» сочла необходимым добавить к отзыву о концерте замечание о том, что «величайшее внимание и уважение было уделено знатью и горожанами его <скрипача> изысканному отцу, одному из самых совершенных джентльменов Европы, свободно и с чарующей обходительностью разговаривающему на нескольких языках». После выступлений Бриджтауэром заинтересовался принц Уэльский Георг, отобравший его у отца и распорядившийся его дальнейшим музыкальным образованием: продолжая концертировать (за 10 лет Бриджтауэр дал в Англии около 50 сольных концертов), юный скрипач учился у Франсуа Ипполита Бартелемона и Томаса Этвуда.
В 1802 г. Бриджтауэр отправился в Дрезден по семейным делам, попутно давая концерты. Весной 1803 г. он прибыл в Вену, впервые выступив на вечере камерной музыки в салоне Игнаца Шуппанцига. По его собственной просьбе он был представлен Людвигу ван Бетховену, к которому обратился с просьбой о помощи в организации сольного концерта. Бетховен согласился выступить вместе с Бриджтауэром и дать для концерта собственную новую пьесу — и непосредственно к назначенной дате завершил свою Девятую сонату для скрипки и фортепиано, сопроводив её шуточным посвящением Бриджтауэру. 24 мая Бриджтауэр и Бетховен сыграли сонату в концерте, практически с листа. Кроме того, Бетховен снабдил Бриджтауэра рекомендательным письмом, в котором характеризовал его как «исключительно способного скрипача, настоящего мастера своего инструмента, не только концертирующего, но превосходного в квартетной игре». При публикации, однако, эта соната Бетховена получила посвящение другому скрипачу, Родольфу Крейцеру.
Вскоре после этого Бриджтауэр вернулся в Англию. В 1807 г. он был избран членом Королевского общества музыкантов, в 1811 г. получил степень бакалавра музыки в Кембриджском университете, участвовал в концертах лондонского Филармонического общества с момента его создания в 1813 г. Поздние годы жизни Бриджтауэра прошли в большей или меньшей безвестности.
По-видимому, Бриджтауэр эпизодически занимался композицией (во всяком случае, на соискание степени бакалавра им был подан гимн для хора и оркестра под названием «By faith sublime fair Passiflora steers…», публично исполненный 20 июня 1811 г.). По большей части, однако, сочинения его не сохранились — впрочем, сообщалось о находке и исполнении небольшой пьесы.
С 1973 г. в Бостоне работал Струнный квартет имени Бриджтауэра. В 1996 г. британским режиссёром Тофером Кэмпбеллом был снят короткометражный игровой фильм о Бриджтауэре «Песнь мулата» (англ. A mulatto song) со скрипачом Эвертоном Нельсоном в роли Бриджтауэра и актёром Колином Макфарлейном в роли его отца. Бульварный роман Фрэнси Грир Уильямс «Абиссинский принц: Подлинная история любви Джорджа Полгрина Бриджтауэра» (англ. The Abyssinian Prince: The True Life Story of George Polgreen Bridgetower) опубликован в 2000 г. в США, пародийный роман Дитера Кюна «Бетховен и чёрный скрипач» (нем. Beethoven und der schwarze Geiger), от лица Бриджтауэра рассказывающий совершенно неправдоподобную историю его совместного с Бетховеном путешествия в Африку (причём Бриджтауэр в романе сочиняет эту историю ради того, чтобы показать её Бетховену и убедить совершить такую поездку на самом деле), — в 1990 г. в Германии (переработанное издание 1996). Первая подробная биография Бриджтауэра опубликована американским скрипачом и музыковедом Клиффордом Пантоном в 2005 г.